# Antoine de Cousu
Antoine de Cousu (* 1600 in Amiens; † 11. August 1658 in Saint-Quentin) war ein französischer Musiktheoretiker, Kirchenkapellmeister, Barockkomponist und Kleriker.

## Leben und Werk
Antoine de Cousu war in jüngeren Jahren Sänger der Pariser Hofkapelle und anschließend Kirchenchordirektor in Noyon. 1635 wird er als Kirchenkapellmeister der Kathedrale von Saint-Quentin und 1636 als Kanoniker der Stiftskirche derselben Stadt erwähnt.
Antoine de Cousu verfasste La musique universelle, contenant toute la practique et tout la théorie (Paris 1657), ein Werk, das ausführlich von verdeckten Quinten und Oktaven handelt. Eine vierstimmige Fantasie ist in Marin Mersennes Harmonie universelle und Athanasius Kirchers Musurgia veröffentlicht. In letzterer wird der Autor als Jean Cousu angegeben.